# Timrå kommun
Timrå kommun (uttal (fil)) är en kommun i landskapet Medelpad i Västernorrlands län. Centralort är tätorten Timrå, vars centrum även kallas Vivsta centrum.
Inlandet är höglänt kuperat och klädd med barrskog. Där når enstaka toppar över 400 meter över havet. Därefter sänker sig terrängen mot kustbygden som delvis är uppodlad med mindre höjdområden och fritt liggande berg. Under lång tid har timmer varit basen för det lokala näringslivet. I början av 2020-talet hade skogsindustrin, representerade av SCA-koncernen, fortfarande en dominerande ställning. 
Sedan kommunen bildades 1971 har invånarantalet varit stabilt. Efter valen på 2010-talet har Socialdemokraterna styrt, ensamma eller tillsammans med Vänsterpartiet. Mandatperioden 2022–2026 styr partiet tillsammans med Moderaterna.

## Administrativ historik
Kommunens område motsvarar socknarna Hässjö, Ljustorp, Timrå och Tynderö. I dessa socknar bildades vid kommunreformen 1862 landskommuner med motsvarande namn.
Vivsta-Näs municipalsamhälle inrättades i Timrå landskommun 23 maj 1935 och upplöstes 1947 när Timrå köping bildades genom en ombildning av landskommunen.
Vid kommunreformen 1952 uppgick Ljustorps och Tynderö landskommuner i Hässjö landskommun medan köpingskommunen kvarstod oförändrad.
Timrå kommun bildades vid kommunreformen 1971 av Timrå köping och Hässjö landskommun.
Kommunen ingick från bildandet till 1972 i Medelpads domsaga och kommunen ingår sedan 1972 i Sundsvalls domsaga.

## Geografi

### Topografi och hydrografi
Inlandet är höglänt kuperat och klädd med barrskog. Där når enstaka toppar över 400 meter över havet. Därefter sänker sig terrängen mot kustbygden som delvis är uppodlad med mindre höjdområden och fritt liggande berg. Berggrunden består av gnejser och täcks generellt av morän. Vid kusten är den starkt svallad av vågorna, på höjder lägre än cirka 270 meter över havet är bergstopparna frispolade och omgärdas av svallgrus. Mjällån, som mynnar i Indalsälvens stora deltaområde, och Ljustorpsån är de viktigaste vattendragen, dessa rinner fram i djupt nedskurna sprickdalar. Dalgångarnas botten tacksam finkorniga sediment vilka utgör öppen odlingsmark.
Nedan presenteras andelen av den totala ytan 2020 i kommunen jämfört med riket.
|  | Bebyggelse (4,0 %) |

|  | Skog (83,4 %) |

|  | Öppen myrmark (2,8 %) |

|  | Jordbruksmark (3,2 %) |

|  | Övrig mark (6,6 %) |

|  | Bebyggelse (3,1 %) |

|  | Skog (68,0 %) |

|  | Öppen myrmark (7,2 %) |

|  | Jordbruksmark (7,4 %) |

|  | Övrig mark (14,3 %) |

### Naturskydd
År 2022 fanns nio naturreservat i Timrå kommun. Av dessa var tre – Fageråsen, Indalsälvens delta och Korstjärnsmyran –  även klassade som Natura 2000-område. Åstön var även klassad som kulturmiljö.
Naturreservatet Örasjöbäcken-Storsvedjan bildades 2006, är 227 hektar stort och utgörs av gammelskog. I reservatet trivs arter som flodpärlmussla, dagsländan Alainites muticus och nattsländan Philopotamus montanus. Ett annat exempel på naturreservat är Mjällådalen som bildades 2022, är 413 hektar och har formats av inlandsisen avsmältning. Reservatet sträcker sig in i Härnösands kommun. I reservatet har 100 rödlistade arter hittats och ovanliga arter som blackticka, lappticka, rynkskinn, aspfjädermossa, doftticka, trolldruvemätare, karelsk barkfluga, klotsporig murkla och glesgröe.

### Administrativ indelning
Fram till 2016 var kommunen för befolkningsrapportering indelad i fyra församlingar – Hässjö församling, Ljustorps församling, Timrå församling och Tynderö församling.

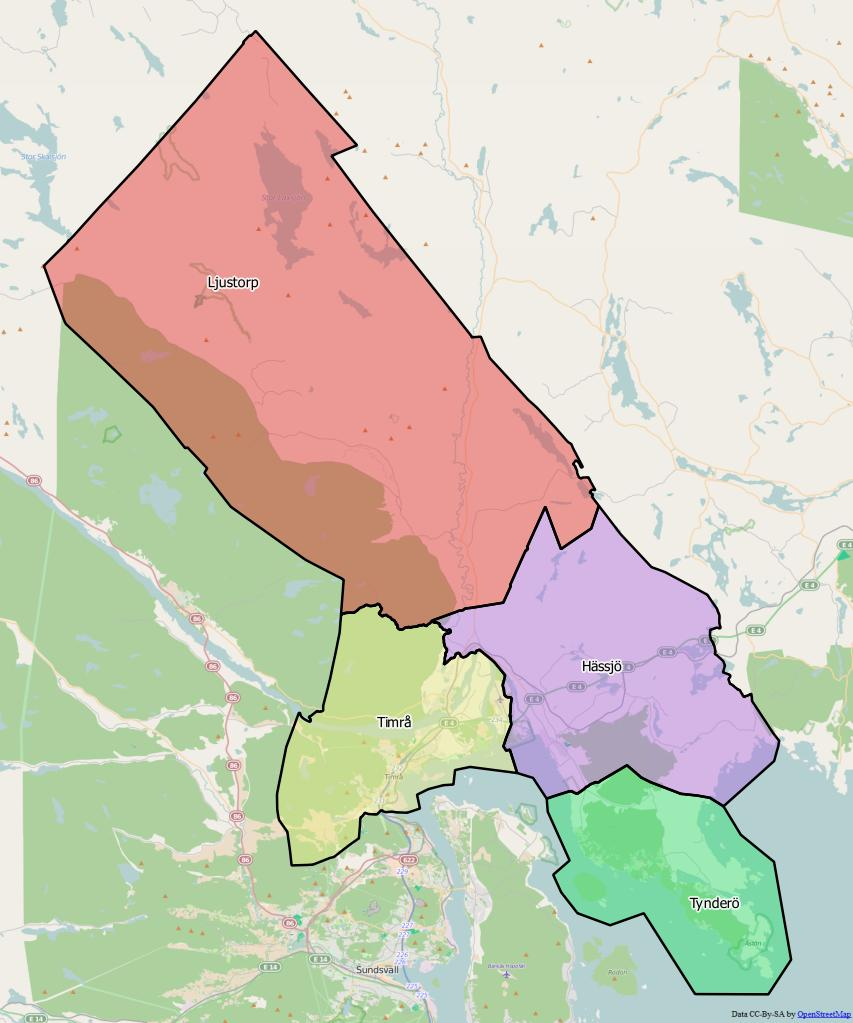
Distrikt (socknar) inom Timrå kommun

Från 2016 indelas kommunen istället i fyra  distrikt, vilka motsvarar de tidigare socknarna: Hässjö, Ljustorp, Timrå och Tynderö.

### Tätorter
År 2020 bodde 83,9 procent av kommunens invånare i någon av kommunens tätorter, vilket var lägre än motsvarande siffra för riket där genomsnittet var 87,6 procent. Vid Statistiska centralbyråns tätortsavgränsning 2020 fanns det fem tätorter i Timrå kommun:
| Tätort      | Befolkning |
| ----------- | ---------- |
| Timrå       | 10 494     |
| Söråker     | 2 414      |
| Bergeforsen | 1 741      |
| Laggarberg  | 210        |
| Stavreviken | 205        |

Centralorten är i fet stil.

## Styre och politik

### Styre
Mandatperioden 2010–2014 styrde Socialdemokraterna i minoritet.
Mandatperioden 2014–2018 bildade Socialdemokraterna en styrande majoritetskoalition med Vänsterpartiet. Efter valet 2018 fortsatte samma koalition styra. I september 2020 meddelade Socialnämndens tidigare ordförande, tillika veteran inom Socialdemokraterna, Per-Arne Frisk att han lämnade partiet. Orsaken var att han inte ville "stå bakom en politik som trampar på dem som ligger ner". Som politisk vilde fick han en vågmästarroll i kommunfullmäktige, och den styrande koalitionen förlorade majoriteten.
Mandatperioden 2022–2026 styrs kommunen av en blocköverskridande majoritetskoalition bestående av Socialdemokraterna och Moderaterna.

### Kommunfullmäktige

#### Presidium
| Presidium 2022–2026    | Presidium 2022–2026 | Presidium 2022–2026  |
| ---------------------- | ------------------- | -------------------- |
| Ordförande             | S                   | Jan-Christer Jonsson |
| Förste vice ordförande | S                   | Mari Eliasson        |
| Andre vice ordförande  | C                   | Niklas Edén          |

#### Mandatfördelning 1970–2022
| 4 | 30 | 9 | 4 |  |  |

| 43 |

| 4 | 28 | 12 | 2 |  | 2 |

| 39 | 10 |

| 4 | 27 | 13 | 2 |  | 2 |

| 36 | 13 |

| 4 | 27 | 11 | 2 | 2 | 3 |

| 33 | 16 |

| 4 | 29 | 8 |  | 4 | 3 |

| 33 | 16 |

| 4 | 28 | 7 | 4 | 3 | 3 |

| 30 | 19 |

| 4 | 26 | 2 | 8 | 4 | 3 | 2 |

| 30 | 19 |

| 4 | 27 |  |  |  | 6 | 3 | 3 | 3 |

| 29 | 20 |

| 5 | 31 | 2 | 5 | 2 | 2 | 2 |

| 25 | 24 |

| 10 | 21 | 2 | 7 | 2 | 4 | 3 |

| 26 | 23 |

| 7 | 25 |  |  | 7 | 3 | 3 | 2 |

| 26 | 23 |

| 4 | 26 |  | 2 | 7 | 2 | 2 | 5 |

| 29 | 20 |

| 4 | 24 | 2 | 2 | 4 | 3 |  | 9 |

| 28 | 21 |

| 3 | 20 |  | 3 | 4 | 2 | 3 |  | 4 |

| 24 | 17 |

| 3 | 18 | 4 | 6 | 3 | 2 |  | 4 |

| 24 | 17 |

| 2 | 18 | 5 | 7 | 2 | 2 | 5 |

| 26 | 15 |

### Nämnder

#### Kommunstyrelse
| Presidium 2022–2026    | Presidium 2022–2026 | Presidium 2022–2026 |
| ---------------------- | ------------------- | ------------------- |
| Ordförande             | S                   | Stefan Dalin        |
| Förste vice ordförande | M                   | Tony Andersson      |
| Andre vice ordförande  | TimP                | David Forslund      |

#### Lista över kommunstyrelsens ordförande
- Kenneth Westberg, Socialdemokraterna, 1983–1998[20]
- Lars-Erik Nordin, Centerpartiet, 1999–2000
- Jan Jennehag, Vänsterpartiet, 2001–2002[21]
- Ewa Lindstrand, Socialdemokraterna, 2002–2018
- Stefan Dalin, Socialdemokraterna, 2019–

Denna lista hämtas från Wikidata. Informationen kan ändras där.

#### Övriga nämnder
| Nämnd                        | Ordförande | Ordförande       | Vice ordförande | Vice ordförande    |
| ---------------------------- | ---------- | ---------------- | --------------- | ------------------ |
| Barn- och utbildningsnämnden | S          | Lisbeth Eklund   | M               | Oskar Andersson    |
| Socialnämnden                | S          | Johanna Bergsten | M               | Håkan Svensson     |
| Miljö- och byggnadsnämnden   | S          | Karina Nordgren  | S               | Bengt Nilsson      |
| Kultur- och tekniknämnden    | M          | Markus Sjöström  | S               | Cecilia Edholm     |
| Valnämnden                   | S          | Erik Andersson   | M               | Maud Olsen Ekström |

Källa: 

## Ekonomi och infrastruktur

### Näringsliv
Under lång tid har timmer varit basen för det lokala näringslivet. I början av 2020-talet hade skogsindustrin, representerade av SCA koncernen genom Östrands massafabrik,  fortfarande en dominerande ställning. Över tid har dock näringslivet breddats. I centralorten finns exempelvis Permobil AB (elrullstolar). En av kommunens största arbetsplatser var  Midlanda flygplats. En av Sveriges största laxodlingar finns i Bergeforsen.
I maj 2023 offentliggjordes att en underleverantör till Northvolt, det kinesiska energiteknikbolaget Shanghai Putailai (PTL), förlägger en fabrik i kommunen. De beräknas sysselsätta 1 900 personer fullt uppbyggd och ge ytterligare 4 000 arbetstillfällen omkring.

### Infrastruktur

#### Transporter
Södra delen av kommunen genomkorsas av Europaväg 4. Genom kommunen går även länsvägarna 330 och 331. Timrå genomkorsas även av järnvägen Sundsvall–Långsele.

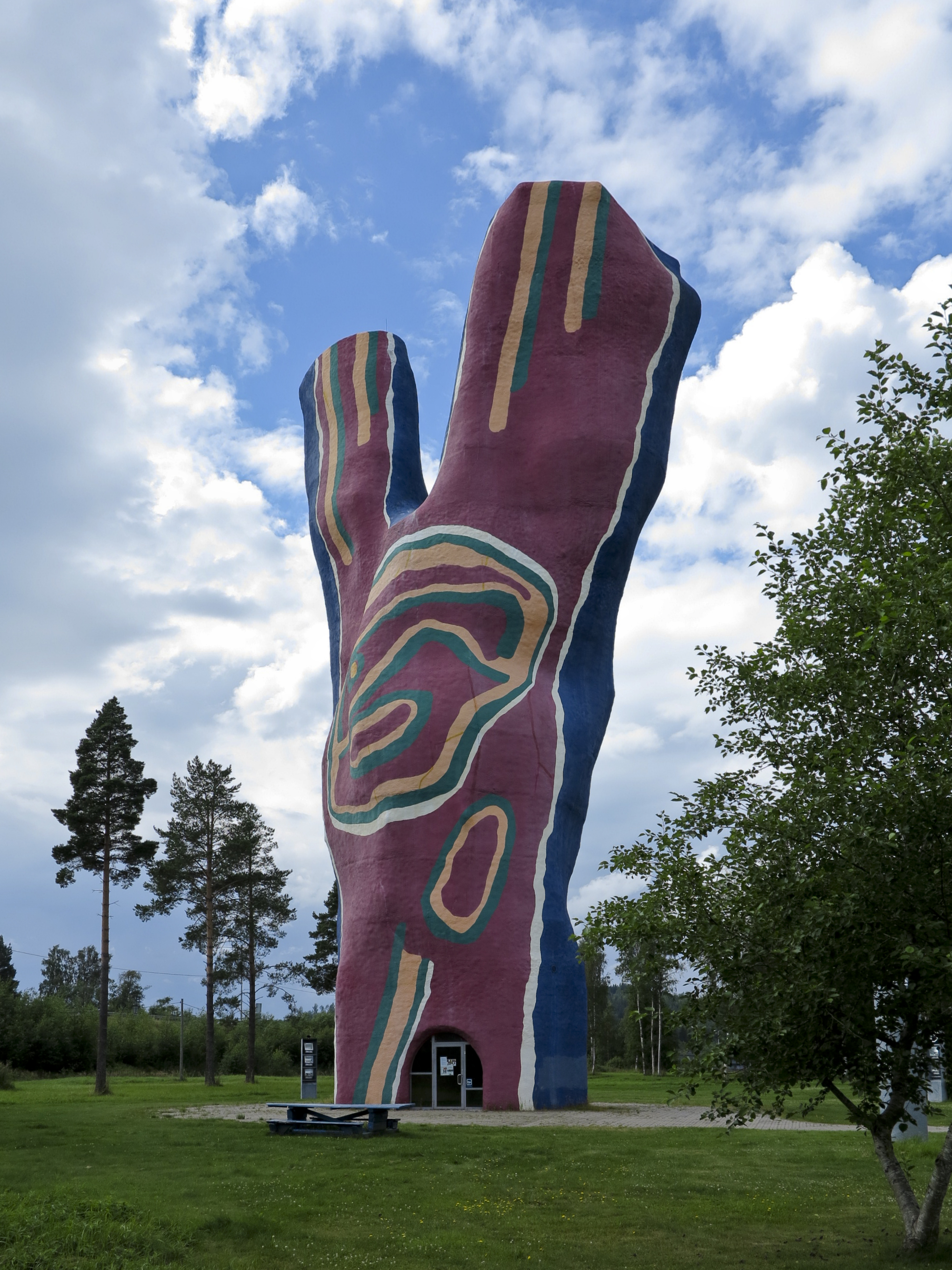
Y:et vid Sundsvall-Timrå Airport.

I kommunen ligger Sundsvalls och Timrås gemensamma flygplats Midlanda.

## Befolkning

### Demografi

#### Befolkningsutveckling
Kommunen har 17 522 invånare (31 mars 2025), vilket placerar den på 135:e plats avseende folkmängd bland Sveriges kommuner.
| Befolkningsutvecklingen i Timrå kommun 1810–2020 | Befolkningsutvecklingen i Timrå kommun 1810–2020 | Befolkningsutvecklingen i Timrå kommun 1810–2020 | Befolkningsutvecklingen i Timrå kommun 1810–2020 | Befolkningsutvecklingen i Timrå kommun 1810–2020 |
| ------------------------------------------------ | ------------------------------------------------ | ------------------------------------------------ | ------------------------------------------------ | ------------------------------------------------ |
|                                                  |                                                  |                                                  |                                                  |                                                  |
| År                                               |                                                  |                                                  | Folkmängd                                        |                                                  |
| 1810                                             | 1810                                             |                                                  | 3 442                                            |                                                  |
| 1850                                             | 1850                                             |                                                  | 5 563                                            |                                                  |
| 1900                                             | 1900                                             |                                                  | 13 464                                           |                                                  |
| 1950                                             | 1950                                             |                                                  | 15 283                                           |                                                  |
| 1968                                             | 1968                                             |                                                  | 17 626                                           |                                                  |
| 1970                                             | 1970                                             |                                                  | 17 811                                           |                                                  |
| 1975                                             | 1975                                             |                                                  | 18 603                                           |                                                  |
| 1980                                             | 1980                                             |                                                  | 18 872                                           |                                                  |
| 1985                                             | 1985                                             |                                                  | 18 279                                           |                                                  |
| 1990                                             | 1990                                             |                                                  | 18 540                                           |                                                  |
| 1995                                             | 1995                                             |                                                  | 18 764                                           |                                                  |
| 2000                                             | 2000                                             |                                                  | 17 988                                           |                                                  |
| 2005                                             | 2005                                             |                                                  | 17 747                                           |                                                  |
| 2010                                             | 2010                                             |                                                  | 17 990                                           |                                                  |
| 2015                                             | 2015                                             |                                                  | 17 987                                           |                                                  |
| 2020                                             | 2020                                             |                                                  | 17 963                                           |                                                  |

#### Utländsk bakgrund
Den 31 december 2014 utgjorde antalet invånare med utländsk bakgrund (utrikes födda personer samt inrikes födda med två utrikes födda föräldrar) 1 981, eller 10,99 % av befolkningen (hela befolkningen: 18 025 den 31 december 2014).

#### Invånare efter de vanligaste födelseländerna
Den 31 december 2015 utgjorde folkmängden i Timrå kommun 17 987 personer. Av dessa var 1 649 personer (9,2 %) födda i ett annat land än Sverige. I denna tabell har de nordiska länderna samt de 12 länder med flest antal utrikes födda (i hela riket) tagits med. En person som inte kommer från något av de här 17 länderna har istället av Statistiska centralbyrån förts till den världsdel som deras födelseland tillhör.
| 31 december 2015 |                                   |        |
| 1                | Sverige                           | 16 338 |
| 2                | Finland                           | 325    |
| 3                | Asien: Övriga länder              | 223    |
| 4                | Afrika: Övriga länder             | 159    |
| 5                | Thailand                          | 127    |
| 6                | Europeiska unionen: Övriga länder | 93     |
| 7                | Sydamerika                        | 91     |
| 8                | Afghanistan                       | 77     |
| 9                | Europa utom EU: Övriga länder     | 71     |
| 10               | Eritrea                           | 63     |
| 11               | Syrien                            | 53     |
| 12               | Iran                              | 51     |
| 12               | Somalia                           | 51     |
| 14               | Norge                             | 50     |
| 15               | / SFR Jugoslavien/FR Jugoslavien  | 49     |
| 16               | Irak                              | 41     |
| 17               | Polen                             | 33     |
| 18               | Tyskland                          | 24     |
| 19               | Nordamerika                       | 23     |
| 20               | Turkiet                           | 18     |
| 21               | Bosnien och Hercegovina           | 13     |
| 22               | Danmark                           | 11     |
| 22               | Island                            | 1      |
| 22               | Oceanien                          | 1      |
| 22               | Okänt födelseland                 | 1      |
| 26               | Sovjetunionen                     | 0      |

## Kultur

### Kulturarv
Bland kommunens kulturarv hittas Lögdö bruk, en av Västernorrlands bäst bevarade järnbruksmiljöer och sedan 2004 skyddat som kommunalt kulturreservat. Lögdö bruk anlades 1685 men i och med en övergång till storjordbruk lades det ner 1878. Ett annat kulturarv är Merlo slott, uppfört på 1880-talet i syfte att användas som sommarbostad åt Fredrik Bünsow. Andra kulturarv är Rundbackens kraftstation, uppfört 1915–16, och Skeppshamns fiskeläge.

### Kommunvapen
Blasonering: I fält av guld två röda tallar uppväxande från en av vågskuror bildad, sänkt blå bjälke. 
De två tallarna som avbildades växte ovanligt nära varandra på Konrad Byströms tomt i ett samhälle nära Bergeforsen som heter Sandarna. Timrå köping antog på 1950-talet ett vapen, som aldrig blev fastställt i högsta instans. Det blev däremot Hässjös vapen år 1960. Efter kommunbildningen 1971 modifierades köpingens vapen och registrerades 1986 hos PRV. 

Hässjö landskommun (1960–70)
Timrå köping (1955–1970)

### Fotnoter
1. ↑  Per Andersson, Sveriges kommunindelning 1863-1993, Draking, 1993, ISBN 978-91-87784-05-7.[källa från Wikidata]
2. ↑  Folkmängd och befolkningsförändringar - Kvartal 1, 2025, SCB, 13 maj 2025, läs online.[källa från Wikidata]
3. 1 2 3  Land- och vattenareal per den 1 januari efter region och arealtyp. År 2012–2019, SCB, 21 februari 2019, läs online.[källa från Wikidata]
4. ↑  Kommuner, lista, Sveriges Kommuner och Regioner, läs online, läst: 19 februari 2019.[källa från Wikidata]
5. ↑  Största offentliga arbetsgivare, Näringslivets ekonomifakta, läs online, läst: 30 oktober 2020.[källa från Wikidata]
6. ↑  Andersson, Per (1993). Sveriges kommunindelning 1863–1993. Mjölby: Draking. Libris 7766806. ISBN 91-87784-05-X
7. 1 2 3 4  ”Timrå - Uppslagsverk - NE.se”. www.ne.se. https://www.ne.se/uppslagsverk/encyklopedi/l%C3%A5ng/timr%C3%A5. Läst 13 november 2022.
8. ↑  ”Markanvändningen i Sverige efter region och markanvändningsklass. Vart 5:e år 2010 - 2020”. Statistikdatabasen. http://www.statistikdatabasen.scb.se/pxweb/sv/ssd/START__MI__MI0803__MI0803A/MarkanvN/. Läst 12 oktober 2022.
9. ↑  ”Naturreservat”. www.lansstyrelsen.se. https://www.lansstyrelsen.se/vasternorrland/besoksmal/naturreservat.html. Läst 13 november 2022.
10. ↑  ”Örasjöbäcken-Storsvedjan”. www.lansstyrelsen.se. https://www.lansstyrelsen.se/vasternorrland/besoksmal/naturreservat/orasjobacken-storsvedjan.html. Läst 13 november 2022.
11. ↑  ”Mjällådalen”. www.lansstyrelsen.se. https://www.lansstyrelsen.se/vasternorrland/besoksmal/naturreservat/mjalladalen.html. Läst 13 november 2022.
12. ↑  
  - SFS 2015:493, justerad i SFS 2015:698 Förordning om distrikt. Trädde i kraft 1 januari 2016.
13. ↑  ”Kommuner i siffror”. kommunsiffror.scb.se. https://kommunsiffror.scb.se/?id1=2262&id2=null. Läst 13 november 2022.
14. ↑  ”Experience”. experience.arcgis.com. https://experience.arcgis.com/experience/ce98bb3bf51e4ea48c20e9115feda986/. Läst 13 november 2022.
15. ↑  Sellen, Patric (10 september 2018). ”Intet nytt under (s)olen i Timrå”. SVT Nyheter. https://www.svt.se/nyheter/val2018/intet-nytt-under-s-olen-i-timra. Läst 13 november 2022.
16. ↑  ”Veteranen Frisk lämnar S – blir politisk vilde”. SVT Nyheter. 2 september 2020. https://www.svt.se/nyheter/lokalt/vasternorrland/s-pricka-i-timrapolitiken-veteranen-frisk-blir-politisk-vilde. Läst 13 november 2022.
17. ↑  ”Ohelig allians ska styra Timrå – S och M samarbetar”. SVT Nyheter. 22 september 2022. https://www.svt.se/nyheter/lokalt/vasternorrland/nu-ar-det-klar-s-och-m-styr-timra-kommun-tillsammans. Läst 13 november 2022.
18. ↑  Kommunfullmäktige – Timrå kommun 2023-05-04
19. ↑  Kommunstyrelsen – Timrå kommun 2023-05-04
20. ↑  läs online, www.svt.se , läst: 16 mars 2025.[källa från Wikidata]
21. ↑  läs online, www.riksdagen.se , läst: 16 mars 2025.[källa från Wikidata]
22. ↑  Nämnder – Timrå kommun 2023-05-04
23. ↑  ”INDALSÄLVEN - En resa längs en av Sveriges storslagna älvar” ( PDF). Vattenfall. sid. 8. Arkiverad från originalet den 10 augusti 2011. https://web.archive.org/web/20110810170635/http://www.vattenfall.se/sv/file/indalsalvensvpdf_11336352.pdf.
24. ↑  ”Jubel i Timrå: "Samhällsbyggnad de luxe"”. norran.se. https://norran.se/ekonomi/artikel/jubel-i-timra-samhallsbyggnad-de-luxe/r22y1exr. Läst 4 maj 2023.
25. ↑  ”SCB - Folkmängd efter region och tid.”. http://www.ssd.scb.se/databaser/makro/SubTable.asp?yp=tansss&xu=C9233001&omradekod=BE&huvudtabell=BefolkningNy&omradetext=Befolkning&tabelltext=Folkm%E4ngden+efter+region%2C+civilst%E5nd%2C+%E5lder+och+k%F6n%2E+%C5r&preskat=O&prodid=BE0101&starttid=1970&stopptid=2010&Fromwhere=M&lang=1&langdb=1.
26. ↑  ”Folkmängdsdatabasen, Umeå universitet”. Arkiverad från originalet den 21 mars 2015. https://web.archive.org/web/20150321213844/http://www.ddb.umu.se/databaser/folkmangdsdatabas/. Läst 12 mars 2011.
27. ↑  Antal personer med utländsk eller svensk bakgrund (fin indelning) efter region, ålder i tioårsklasser och kön. År 2002 - 2014 Arkiverad 12 november 2016 hämtat från the Wayback Machine. (Läst 6 december 2015)
28. ↑  Statistiska centralbyrån: Utrikes födda efter län, kommun och födelseland 31 december 2015 Arkiverad 21 december 2016 hämtat från the Wayback Machine. (XLS-fil) Läst 4 juni 2016
29. ↑  ”Kulturhistoria, kulturarv - Timrå kommun”. www.timra.se. https://www.timra.se/upplevagora/kultur/kulturhistoriakulturarv.4.714dad16d46439ef93942.html. Läst 13 november 2022.